# Jakrapan Thanathiratham
Jakrapan Thanathiratham (Thai: จักรพันธ์ ธนธีรธรรม; * 22. Februar 1982) ist ein thailändischer Badmintonspieler. 

## Karriere
Jakrapan Thanathiratham nahm 2002 an der Endrunde des Thomas Cups teil und wurde dort mit der thailändischen Nationalmannschaft Fünfter. Im gleichen Jahr siegte er bei den Vietnam International im Herreneinzel. Bei den thailändischen Badmintonmeisterschaften gewann er 2007 und 2008 Bronze. 